# Ger Hoeijmakers
Ger Hoeijmakers (Sevenum, 15 augustus 1952) is een Nederlands gitarist. Hij speelde bij de Nijmeegse rockbands Gajus en Buster Smiles. 

## Biografie
In 1986 werd Hoeijmakers door Frank Boeijen gevraagd om bij de Frank Boeijen Groep te komen, als opvolger van Maarten Peters die zich definitief op zijn solocarrière ging richten. De grootste hits uit de periode met Hoeijmakers waren De Beloning (1986) en Welkom in Utopia II (1987). In 1991 maakte Frank Boeijen een einde aan zijn Groep. Op 30 maart was het laatste optreden in Theater De Metropole in Almere.
In 2001 en 2003 was Hoeijmakers weer te vinden bij Frank Boeijen en op diens albums Heden en Schaduw van de Liefde. Ook was hij te zien op de dvd Live in Antwerpen van Frank Boeijen met het Il Novecento Orchestra uit 2004.
In 2009 was Hoeijmakers van de partij op Boeijens album Camera, dat in november 2009 verscheen. Hij speelde ook mee op diens cd Land van Belofte uit 2016. Hoeijmakers heeft twee kinderen.

## Discografie

### Frank Boeijen Groep
- In Natura (1986)
- Welkom in Utopia (1987)
- Dans in Slow-Motion (1988)
- Onderweg (verzamelalbum, 1988)
- Een Zomer aan het Eind van de Twintigste Eeuw (1989)
- Hier Komt De Storm (1990)

### Frank Boeijen
- Wilde Bloemen (1991, koud in mijn hart)
- Heden (2001)
- Schaduw Van De Liefde (2003)
- Live in Antwerpen (dvd, 2004)
- Camera (2009)
- Land van Belofte (2016)